# Dasygaster epipolia
Dasygaster epipolia är en fjärilsart som beskrevs av Turner 1920. Dasygaster epipolia ingår i släktet Dasygaster och familjen nattflyn. Inga underarter finns listade i Catalogue of Life.